# Control (Zoe Wees)
Control is de debuutsingle uit 2020 van de Duitse zangeres Zoe Wees.
Het nummer is een pianoballad waarin Wees haar persoonlijke ervaringen met haar Rolandische epilepsie verwerkt, iets wat ze al van kinds af aan heeft. Door haar epilepsie voelde Wees zich depressief, hopeloos en buitengesloten. Het nummer is ook een eerbetoon aan Wees' muziekdocent, bij wie ze veel steun vond. De docent werkte tijdens en na schooltijd met Wees aan haar stemgeluid, waardoor Wees zich muzikaal steeds meer ontwikkelde. 
Met "Control" als debuutsingle had Wees meteen een internationale hit te pakken. In haar thuisland Duitsland bereikte het nummer de 31e positie. Ook in Nederland en België sloeg het nummer aan. In de Nederlandse Top 40 haalde het de 25e positie, en in de Vlaamse Ultratop 50 de 14e.